# Johanus cypraea
Johanus cypraea är en insektsart som beskrevs av Naudé 1926. Johanus cypraea ingår i släktet Johanus och familjen dvärgstritar. Inga underarter finns listade i Catalogue of Life.